# Rudolph Matthias Dallin

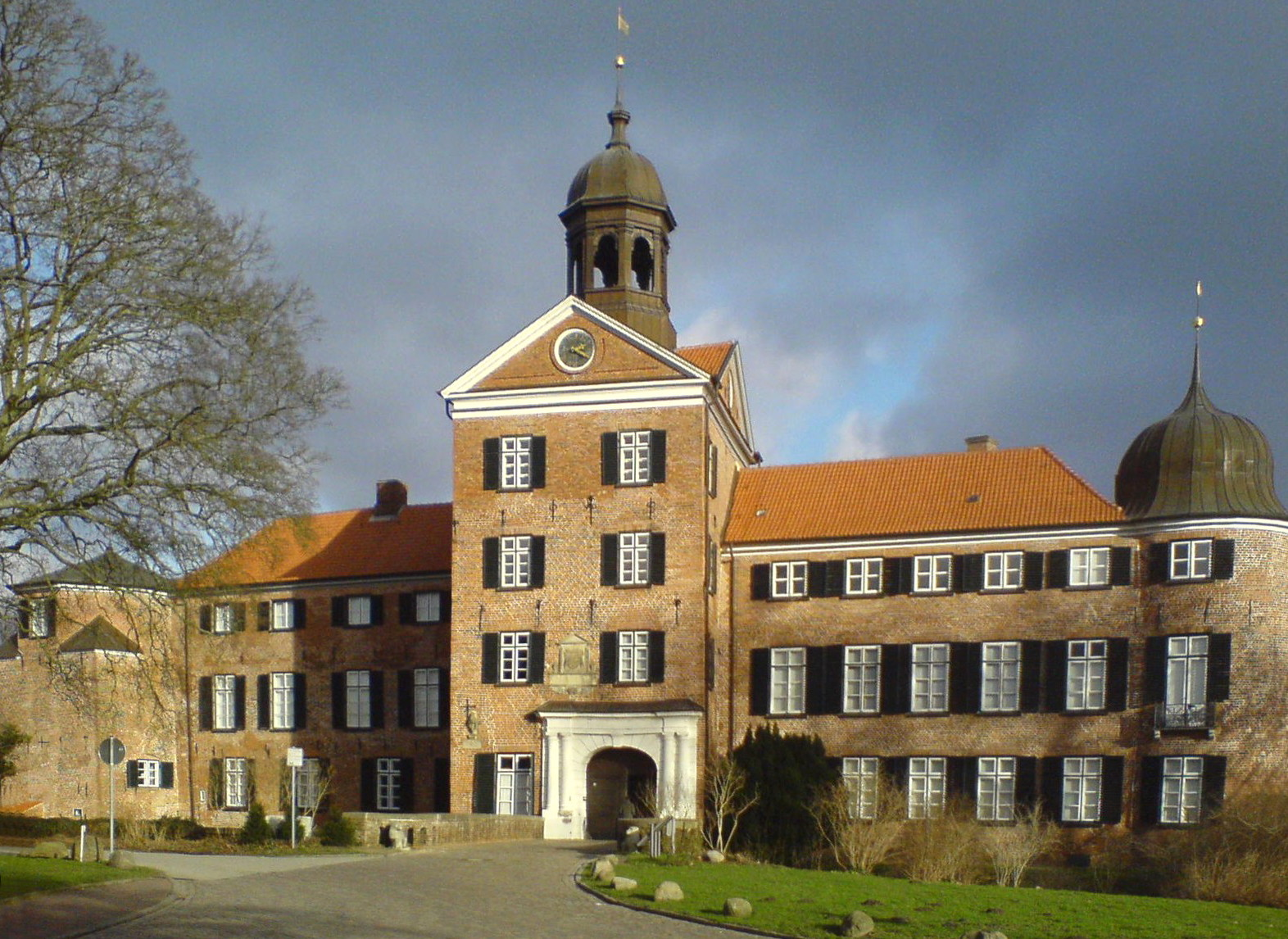
Eutins slott, nygestaltades av Dallin 1717-1727.

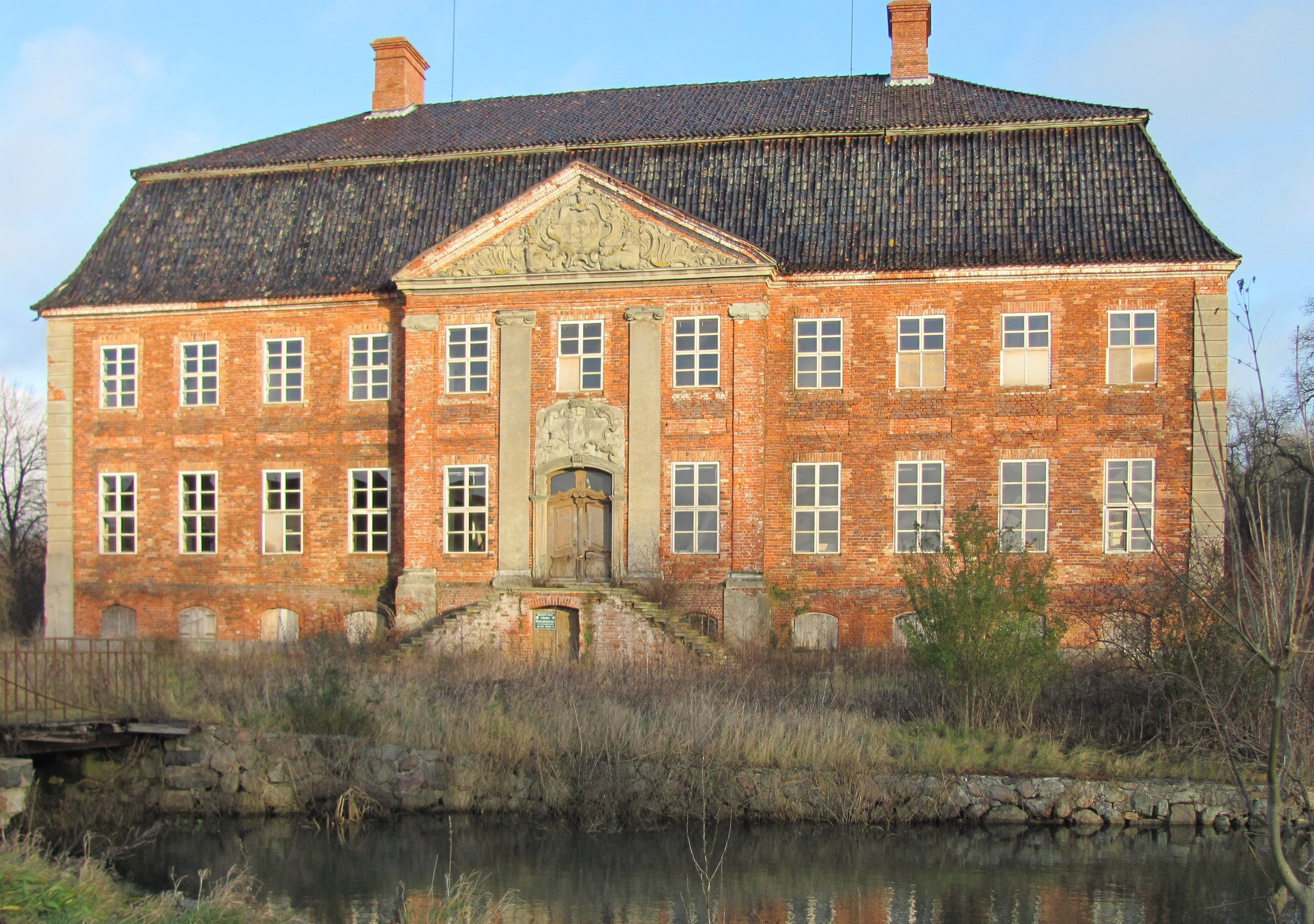
Johannstorf var Dallins sista arbete 1743.

Rudolph Matthias Dallin, född omkring 1680 i Svenska Pommern, död 1743, var en tysk-svensk arkitekt och byggmästare. Till hans mest kända arbeten hör om- och nygestaltningen av Eutins slott som han genomförde mellan 1717 och 1727. Dallin tillhörde den svenska armén och var kapten vid ingenjörtrupperna.

## Liv och verk
Rudolph Matthias Dallin kom i samband med Stora nordiska kriget till Gottorp och medverkade vid utbyggnaden av fästningsstaden Tönning. År 1715 befordrades Dallin av den svenska kungen (Karl XII) till Capitain des Mineurs (kapten vid ingenjörtrupperna) och blev därmed officer i den svenska armén.
År 1716 blev han Eutins hovbyggmästare. Där var hans chef Kristian August av Holstein-Gottorp, som hade sin residens i staden. Bland Dallis uppdrag i Eutin märks nygestaltningen av Eutins slott, som hade svårt brandskadats 1689 och som genom Dallin fick i huvudsak sitt nuvarande utseende. Under en kort period var han även verksam som byggmästare i Quedlinburg, där han ledde slottets ombyggnad.  
Han anlitades även att ansvara för ombyggnaden av slottet i Kiel (1727), evangeliska kyrkan i Preetz (1726) och för ny- respektive ombyggnader av en lång rad gods och herrgårdar i Nordtyskland. År 1727 utnämndes han officiellt till byggnadsinspektör i Gottorps del av Holstein. Dallins arkitektur präglades av barocken. Hans sista verk var Schloss Johannstorf, en herrgård i Mecklenburg, som han färdigställde 1743. Samma år avled han på okänd plats.